# Antonio Ericer
Antonio Ericer (také Antonín Vlach; příjmení psáno též Drican, Drizzan, Dryczan, Erichzahn, Errizzan, Erizzer, Tryczan; před r. 1540, patrně horní Itálie – po roce 1574, patrně Čechy nebo horní Itálie [data i místa narození a úmrtí blíže neznámá]) byl v Čechách a na Moravě působící stavitel italského původu.

## Život a dílo
Životní data Antonia Ericera nejsou známa. V českých pramenech je často uváděn jako Antonín Vlach. Pocházel pravděpodobně z hornoitalské provincie Como, případně ze Švýcarské provincie Ticino působil jako architekt a stavitel na jihočeských stavbách Rožmberků a pánů z Hradce, na jejichž stavbách pracoval ve třetí čtvrtině 16. století.
Poprvé je doložen v roce 1559 jako majitel domu v Jindřichově Hradci. V Jindřichově Hradci je také několikrát doložen mezi lety 1559 a 1573 při renesanční přestavbě tamního zámku pánů z Hradce, pro které také roku 1562 zřejmě působil i na přestavbě jejich pražského paláce. V letech 1563–1566 je doložen při renesanční přestavbě zámku Hluboká a v téže době pravděpodobně přestavoval i nedaleký zámek v Protivíně. V letech 1567–1572 zřejmě působil také na moravských panstvích Zachariáše z Hradce, kde se předpokládá jeho účast na renesanční přestavbě zámku v Telči.
Pro Viléma z Rožmberka pracoval v letech 1561–1564 na přestavbě českokrumlovského zámku a také při přestavbě zámku Třeboň, kde je doložen v letech 1568–1571 a mj. zde renesančně přestavěl a zvýšil palácovou budovu v jihozápadním nároží a vybudoval vedle ní stojící průčelní věž.
Roku 1570 je Antonio Ericer doložen v Nové Bystřici, kde ve službách Krajířů z Krajku do podoby renesančního zámku přestavoval tamní hrad, pocházející původně z 13. století. Pro Trčku z Lípy pracoval ve Světlé na tamním zámku nebo v Ledči na přestavbě původně středověkého hradu.
Hejtman jindřichohradeckého panství Šťastný Pušperský z Pleší, obvinil Antonia Ericera, že "je nespolehlivý a na stavbě jej není moc vidět". Spory měl i se správci jiných panství, například s třeboňským Hejtmanem Ruhardem. Tamní purkrabí Tobiáš Valatka z Klenče o Ericerovi roku 1570 napsal, že "není příliš pilen", neboť po příjezdu z Prahy "se na stavbě objevil na jediný den a poté hned zase odjel, vrátil se až dnes". Ericer své jednání vysvětloval nedodáváním potřebného stavebního materiálu ze strany správy panství. Mezi tím se nacházel v Nové Bystřici, kde patrně vymáhal peníze které mu dlužil Trčka. Naposledy je v pramenech zachycen roku 1574. Jím prováděné stavby u Rožmberků a pánů z Hradce převzal po roce 1574 jeho krajan Baldassare Maggi, jeden z vůbec nejvýznamnějších v Čechách působících italských renesančních architektů a stavitelů.